# Mürbeteig

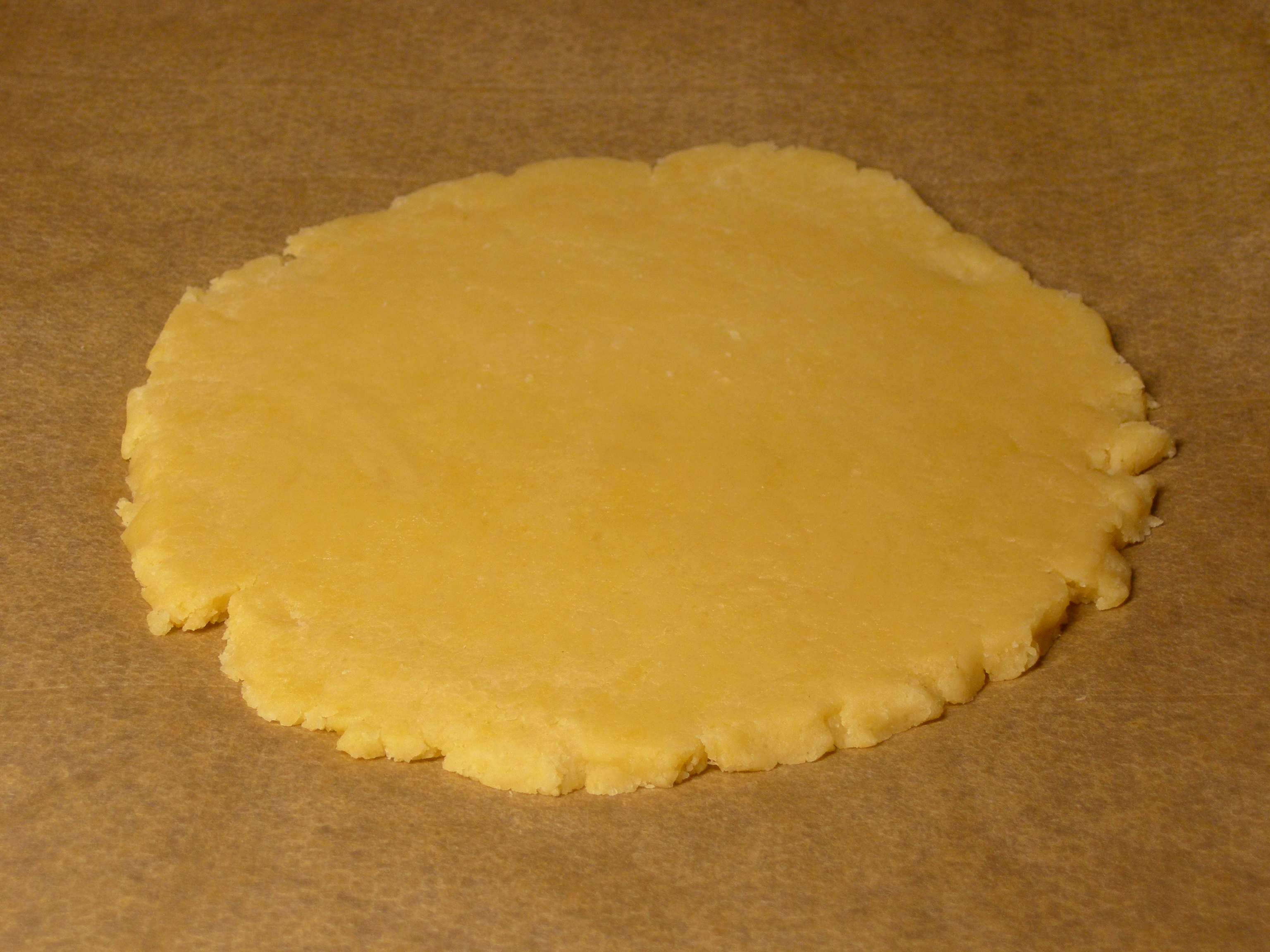
Ausgerollter Mürbeteig

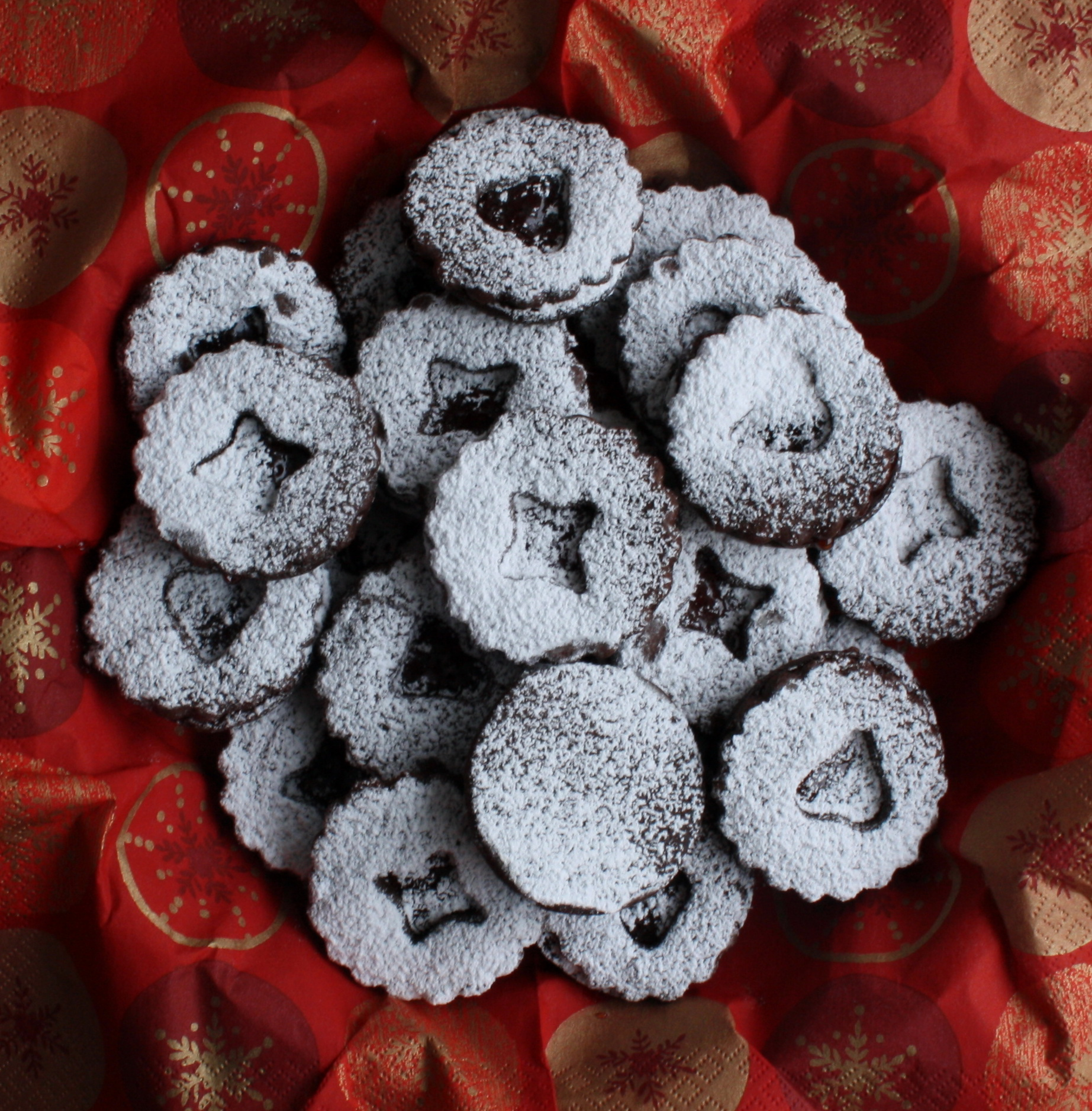
Weihnachtsplätzchen aus Schokomürbteig mit Puderzucker bestreut

Mürbeteig, auch Mürbteig oder Knetteig, ist ein fester Teig, der meist ohne Lockerungsmittel zubereitet wird. Mürbe bedeutet hier „weich, zart“ – es ist das Gegenteil von knusprig. Mürbeteig ist nicht elastisch und zieht sich nach dem Ausrollen nicht zusammen. Er enthält Mehl und/oder Stärke und Fett und – je nachdem, ob es sich um eine süße Speise oder um ein herzhaftes Gericht handelt – Zucker oder Salz sowie gelegentlich Vollei, Ölsamen oder Gewürze.

## Herstellung
Typische Gebäcke aus Mürbeteig sind Kekse und Tortenböden. Ein klassischer Mürbeteig für Kuchen und Kekse ist der „1-2-3-Teig“, dessen Name das Gewichtsverhältnis der Zutaten Zucker, Fett und Mehl beschreibt.
Zuerst wird Fett je nach Rezept mit Zucker, Ei und Gewürzen gründlich vermischt. Das Fett sollte kühl, aber noch geschmeidig sein. Die Masse wird vorsichtig mit dem gesiebten Mehl verknetet. Der Mürbeteig soll sofort nach der Herstellung kühl gelagert werden. Er kann so einige Tage aufbewahrt werden. Dünn ausgerollter Mürbeteig kann ohne Triebmittel gebacken werden. Dickere Teige bedürfen einer Lockerung. Daher wird Backpulver oder ABC-Trieb (Ammoniumhydrogencarbonat, Hauptbestandteil des Hirschhornsalzes) zugegeben. Spekulatius wird aus einem Mürbeteig mit verschiedenen Gewürzen hergestellt.
Mürbeteige mit besonders hohem Fettanteil, zu warmem Fett oder auch nach zu langem Kneten sind anfällig: Sie werden leicht brandig (= bröselig), d. h., Fett und Mehlteilchen trennen sich. Der Teig verliert die Bindungsfähigkeit.
Bei gewerblicher Produktion in Deutschland muss ein Teig für Mürbekekse (Dauerbackwaren) mindestens 16,5 Teile wasserfreies Fett oder eine entsprechende Menge anderer Fette auf 100 Teile Getreideerzeugnisse enthalten. Für andere Mürbeteiggebäcke gibt es keine Vorschriften.
Dem Teig zugesetzter Alkohol wirkt als Triebmittel, erhöht aber auch die Flüssigkeitsmenge im Teig, ohne zur Glutenbildung beizutragen. Dadurch kann Mürbeteig mürber werden als mit Wasserzusatz.

## Verwendung
Typische Mürbeteiggebäcke sind zum Beispiel Teegebäck, Plätzchen, Nussecken, niederländischer Butterkuchen oder Tortelettes. Weiterhin werden Mürbeteigböden als Unterlagen für viele Kuchen, Blechkuchen und Torten verwendet. Bei Obstkuchen und Sahnetorten verhindert der Mürbeteig das Durchweichen, sodass der Kuchen besser von der Tortenplatte genommen werden kann.
Linzer Mürbeteig ist ein Mürbeteig mit geriebenen Nüssen oder Mandeln, der mit Zimt und Nelken gewürzt wird. Der Teig wird für Linzer Torten, Schnitten, Vanillekipferl oder „Spitzbuben“ verwendet.
In der französischen Küche sind ähnliche Teige für Tartes und Quiches üblich. In der englischen und australischen Küche werden damit herzhafte Pasteten (Pies) hergestellt.